# Arc de la Victoire
L'Arc de la Victoire de Madrid, appelé également la Porte de Moncloa, est un monument construit après la guerre civile espagnole par ordre de Francisco Franco en commémoration à sa victoire.
Il est situé dans le secteur de Moncloa-Aravaca et a presque 49 m de hauteur.
Creux, on peut y trouver une exposition sur la ville universitaire avec une maquette ainsi que divers plans.